# Netto
Netto est une enseigne française de hard-discount alimentaire du Groupement Mousquetaires. C'est une marque déposée par ITM Entreprises.

## Historique
En 1991, Les Mousquetaires créent leur propre enseigne de hard-discount sous le sigle CDM (pour « Comptoir des marchandises »), afin de contrer l'arrivée des hard-discounters allemands en France (Aldi, Norma et Lidl).
Le 6 juin 2001, CDM devient Netto avec le premier magasin à Crépy-en-Valois, en utilisant quasiment le même logo que Netto Marken-Discount (de), chaîne de soft-discount allemande ayant appartenu aux Mousquetaires de 1997 à 2005. L'enseigne compte alors 230 unités.
Le 25 septembre 2006, Netto ouvre son 400e point de vente à Anglet (Pyrénées-Atlantiques).
Début 2008, Netto, qui possédait ses propres structures au sein des Mousquetaires, rejoint les rangs d'ITM Alimentaire.

### Direction
En 2020, Vincent Bronsard succède à Thierry Cotillard et prend la direction de l'enseigne.

## Principe Netto
Le principe Netto se décline en deux formats. L’un de 299 m² proposant environ 1 350 produits, l’autre de 650 m² avec environ 1 850 produits. Les deux formats proposent une large sélection de produits frais[source insuffisante].
Netto s’inspire du principe des soft discounters français Ed et Leader Price en termes de choix, à la différence des chaînes de hard-discount allemandes comme Lidl, Aldi ou Norma, qui proposent un choix plus restreint et axé essentiellement sur le sec.
En 2008, Netto ne vend que des marques distributeurs, mais l'entrée de marques nationales n'est pas exclue à court terme, à l'instar des  hard-discounters  allemands et Ed,.
Un nouveau principe de l'enseigne est à l'essai à Mâcon. De 2009 à 2011, et après validation du nouveau principe fin 2008, cette dernière devrait évoluer du hard-discount vers le soft-discount après reconversion de son parc en trois ans. Sur 700 m², le nouveau principe prévoirait de passer de 2 000 à 3 000 produits, avec de nouveaux rayons frais (boulangerie-pâtisserie libre-service, fromages et charcuteries frais emballés, produits de la mer libre-service). Ce nouveau principe proposerait des produits de marques nationales représentant de 8 à 12 % environ de l'assortiment, marques très implantées notamment en droguerie, en parfumerie, en hygiène corporelle et en produits pour bébé. En dernier lieu, la politique commerciale serait entre autres basée sur le principe du gros conditionnement et du lot virtuel permanent (d'où un nouveau slogan, « + = − : Plus j'achète, moins c'est cher ») : environ 70 % des produits achetés au moins en deux exemplaires se verraient appliquer une réduction. Vingt à trente points de vente devraient adopter ce nouveau principe dès le premier semestre 2009.
Cette chaîne de hard-discount est composée uniquement de commerçants indépendants bénéficiant de l’appui logistique d’ITM Entreprises, ce qui en fait son originalité sur le marché du discount alimentaire français.

## Parts de marché
En 2009, Netto est le cinquième hard-discounter  en termes de parts de marché en représentant 0,8 % du marché de l’alimentaire en France.
Fin 2009, l'enseigne compte 383 magasins en France et réalise un chiffre d'affaires de 1,1 milliard d'euros. 
En 2018, Netto compte 293 points de vente en France.
En 2025, à la suite du rachat de 294 points de vente du Groupe Casino, le nombre de points de vente est passé à 386 en France Métropolitaine 
K-Gou groupe de l’enseigne Korail Partenaire Intermarché en Nouvelle-Calédonie devient Partenaire Netto

## Identité de l'enseigne

Premier logo (2001-2009).
Deuxième logo (2009-2015).
Troisième logo (2015-mai 2019).
Logo actuel (depuis mai 2019).

Slogans
- De 2001 à 2003 : « Le hard-discount des Mousquetaires[5] »
- De 2003 à 2004 : « Nettement plus frais, nettement moins cher[17] »
- De 2004 à 2011 : « Hard-discount : en français, ça se dit Netto[18] »
- De 2011 à 2014 : « Plus j'achète, moins c'est cher. La formule qui vous change la vie »
- De 2014  à 2021 : « Le discounter qui fait la différence »
- Depuis 2021 : « On gagne tous à payer moins cher »